# Tang Yin
Pour les articles homonymes, voir Tang.
Tang Yin ou T'ang Yin, surnoms : Bohu et Ziwei, noms de pinceau : Liuru Jushi et Taohua Anzhu, né en 1470, originaire de Suzhou, province de Jiangsu, mort en 1523. Chinois. Peintre de genre, figures, paysages, fleurs. Dessinateur.

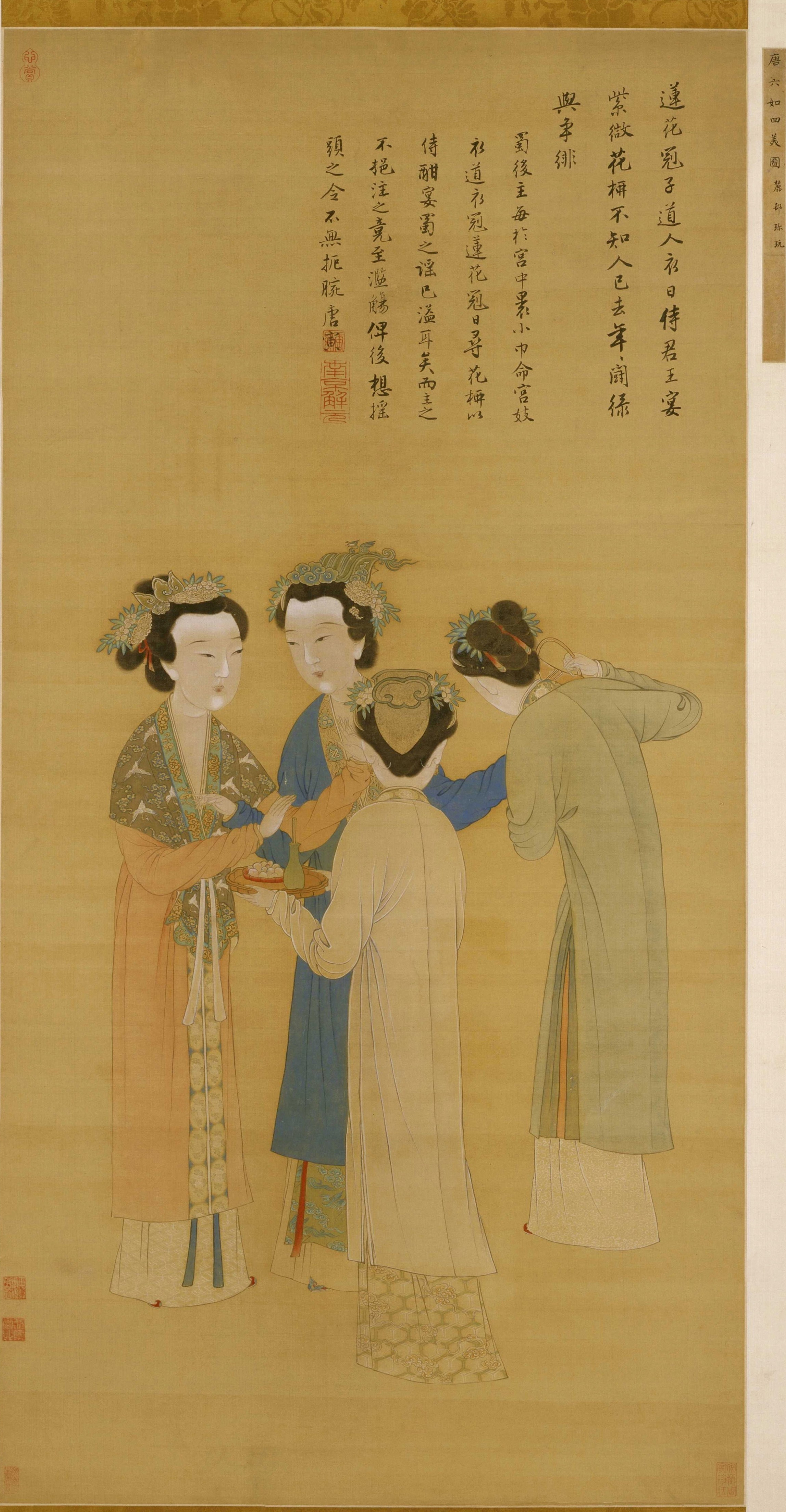

## Biographie
Né à Suzhou dans un milieu de commerçants modestes, Tang Yin, à quinze ans, passe brillamment les examens de la préfecture, puis en 1497, ceux de la province, où il reçoit le titre de jieyuan réservé aux candidats les plus éminents. Considéré comme un jeune génie, il est admiré et protégé par des hommes aussi en vue que les peintres Shen Zhou (1427-1509), Wu Kuan (1435-1504) et Wen Zhengming (1470-1559) dont il est l'ami.
Son tempérament, ses dons aussi le poussent à l'extraversion ; sa réputation de jeune talent des plus prometteur le précède à Pékin, la capitale, où il part à vingt-huit ans pour passer les examens d'état qui lui ouvrent les portes d'une grande carrière gouvernementale. En compagnie d'un ami riche, il mène grand train. Cet ami, peu doué, soudoie un serviteur de l'examinateur en chef qui lui communique les sujets. L'affaire est ébruitée et les deux jeunes gens sont emprisonnés ; Tang Yin qui ne peut prouver son innocence voit ainsi son avenir brisé : il est privé de tous ses titres académiques et rentre à Suzhou, courbé sous le poids de l'humiliation.
Il écrit à Wen Zhengming : je suis un objet de honte… Ceux qui me connaissent, comme ceux qui ne me connaissent pas me montrent du doigt et crachent… Ce que j'ai vécu est cruel au-delà de toute limite. Cela a changé ma contenance. Rejeté par sa femme, renié par de nombreux amis, il devient cynique, se met à boire, aime à choquer par son langage et ses manières et oublie l'amertume dans la débauche. Exclu du monde lettré, il vend ses peintures pour vivre ; ce foudre de vertu qu'est Wen Zhengming lui conserve néanmoins son amitié, sa vie durant, non sans l'admonester, en pure perte.

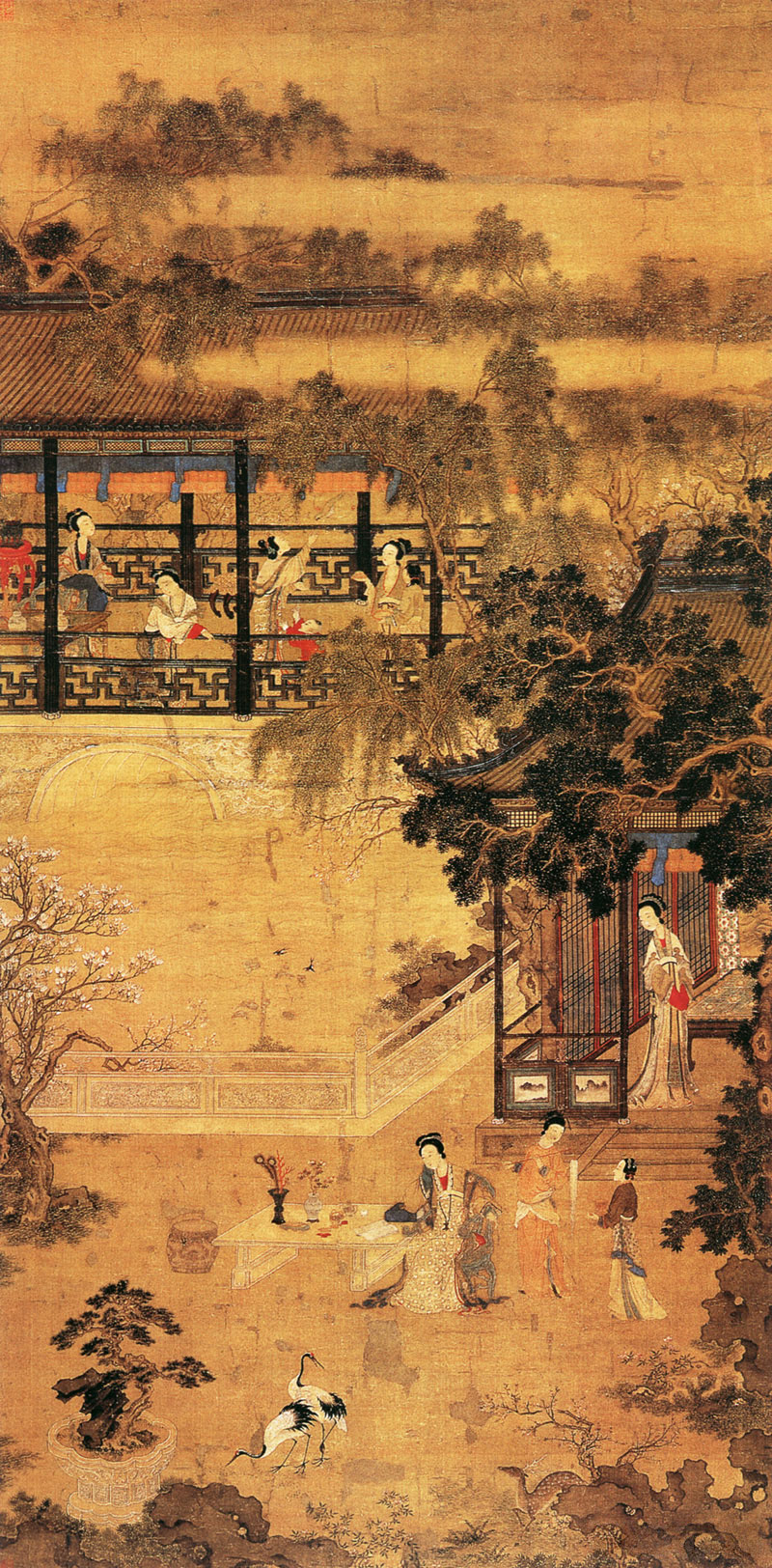

En 1501, Tang voyage pendant un an et jusqu'à l'épuisement de ses forces pour visiter les paysages du Zhejiang, du Fujian, du Hunan et du Sichuan et ce n'est qu'à la fin de sa vie qu'il trouve quelques consolation dans la méditation du Bouddhisme (chan zen).
Parmi les nombreux peintres de  Suzhou au XVIe siècle, où fleurit notamment l'école de Wu, Tang Yin et Qiu Ying se situent marginalement mais n'en compte pas moins parmi les quelques grands artistes de la Dynastie Ming. L'art qu'ils pratiquent se caractérise en effet par un raffinement d'expression rare chez des professionnels et des connaissances techniques peu fréquentes chez les amateurs. En fait, à côté des influences de l'école de Wu et des maîtres Yuan, ils ne renient pas certaines formules académiques et développent à partir de ces sources éclectiques un style personnel.
Pour vivre, Tang œuvre comme peintre professionnel, dans un genre populaire et décoratif pour les bourgeois de Suzhou et ce sont ses études de personnages en couleur, particulièrement de jolies femmes dans le style Tang et ses peintures érotiques, qui lui valent comme à Qiu Ying, sa réputation. Dans ce domaine toutefois, ils savent l'un et l'autre rendre au genre de la mesure dans la technique et dans le goût ; les copies et les nombreuses gravures qui sont faites de leurs œuvres influence l'art de l'Ukiyo-e japonais.
Artiste isolé et de génie, Tang représente et l'école de Wu et la tradition académique de Li Tang (1050-1130) à travers Zhou Chen (1450-1535) ; il semble travailler avec une extrême facilité et ne crée ni principes nouveaux ni école. Ses plus anciennes œuvres datées, vers 1506, sont des paysages dans le style  Li Tang, avec des rochers aigus et des rides au pinceau appuyé, manière qui lui apparaît vite trop schématique et trop restrictive : il en donne bientôt une représentation plus libre.

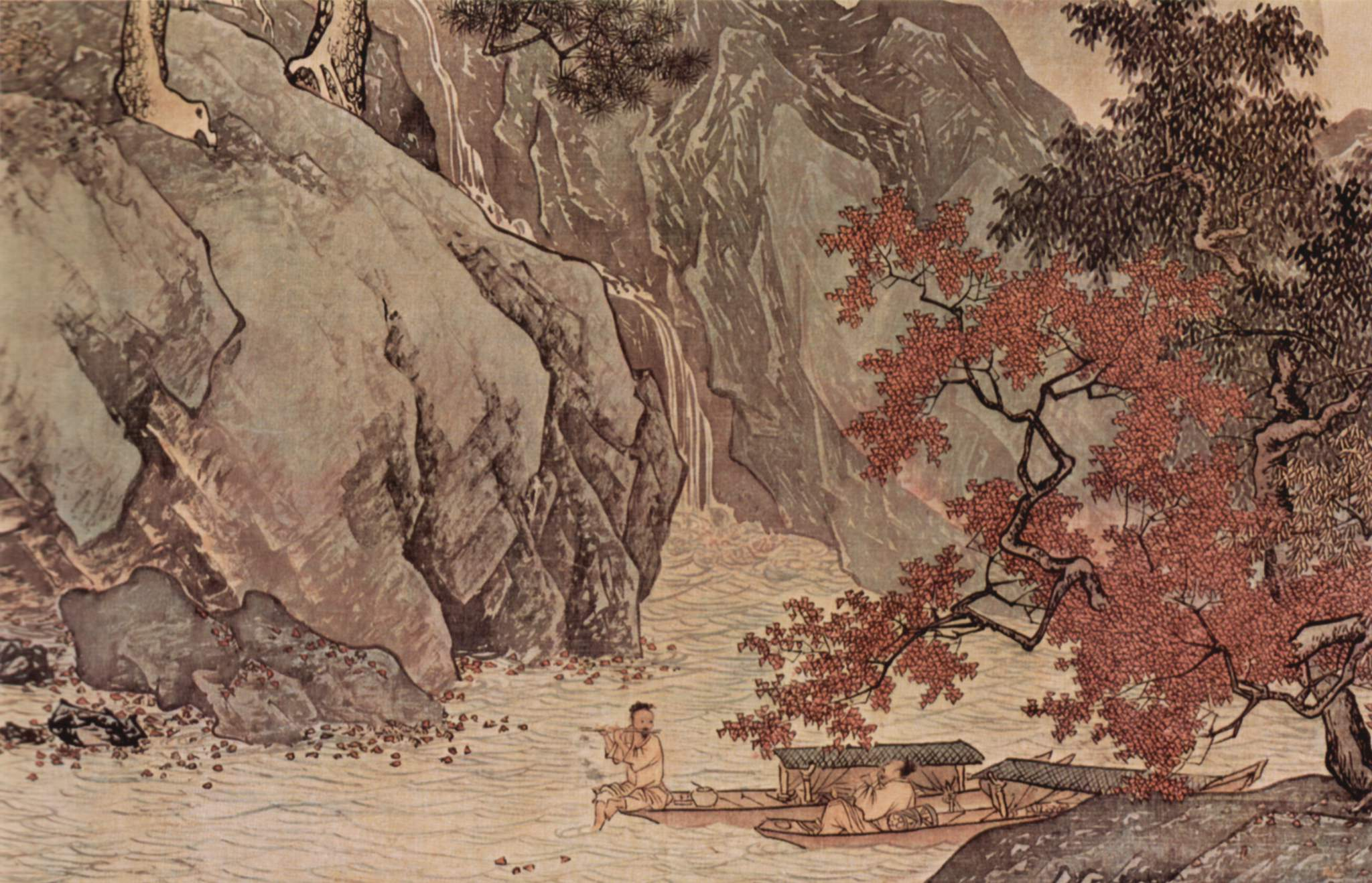

Le rouleau horizontal, Pêcheur sur une rivière automnale (National Palace Museum de Taipei) est une de ses meilleures réussites dans ce genre : deux lettrés se reposent dans leur barque, l'un jouant de la flûte, l'autre lui donnant le rythme en claquant dans ses mains. Les notes mélancoliques de la flûte se mêlent au murmure  d'une petite cascade et rendent particulièrement prenante l'atmosphère de l'automne ; l'harmonie des tons est admirable avec ces feuilles mortes qui rougissent le cours d'eau et se rassemblent au pied des rochers.
C'est là une attitude caractéristique de Tang vis-à-vis de la couleur, et très différente de celle de nombreux peintres lettrés pour qui elle ne vient que rehausser l'encre. Tang Yin utilise souvent une technique impressionniste du pinceau pour rendre la résonance de la vie (qiyun, le rythme spirituel), dans ses paysages comme dans ses représentations de fleurs et d'oiseaux.
Les études de fleurs se partagent entre des branches de pruniers dénudés, ou d'abricotiers en fleurs d'une part, des études très finies de fleurs de culture, lis, pivoines, hibiscus, narcisses...d'autre part, œuvres fréquemment accompagnées de courts poèmes et qui sont des souvenirs d'impressions fugitives recueillies dans les jardins de Suzhou. Le pinceau s'avère souvent doux et léger, émoussé parfois, et conserve sa fraîcheur à une vision notée spontanément lui conférant un charme intime, tant par la composition que par la technique non conventionnelle du rendu de l'atmosphère.
Le rouleau horizontal du Musée National de Stockholm, Préparation du thé, daté 1521, met l'accent sur les deux personnages dans un paysage qui leur tient lieu de cadre ; l'un d'eux surveille le brasero qui porte la bouilloire, tandis que l'autre attend, quelques livres à côté de lui ; à cela s'ajoutent des objets simples, brûle-parfum, jarre, vase avec une branche fleurie ; des montagnes s'évanouissent dans le lointain et c'est ainsi que Tang évoque l'atmosphère d'une soirée détendue de deux lettrés écoutant le bruit de l'eau dans la bouilloire et la paix de la nature.
L'œuvre de Tang est inégale, variable, fascinante par les surprises qu'il réserve dans la suggestion d'un moment privilégié ou l'expression d'une impalpable impression. Il est aussi le maître de la lumière, des variations sur des thèmes différents, avec une grande versatilité technique. Signalons enfin qu'on lui attribue, indûment semble-t-il, un traité sur la peinture, le Lun Hua et une anthologie de textes classiques de l'esthétique, le Liuru Jushi Huapu.

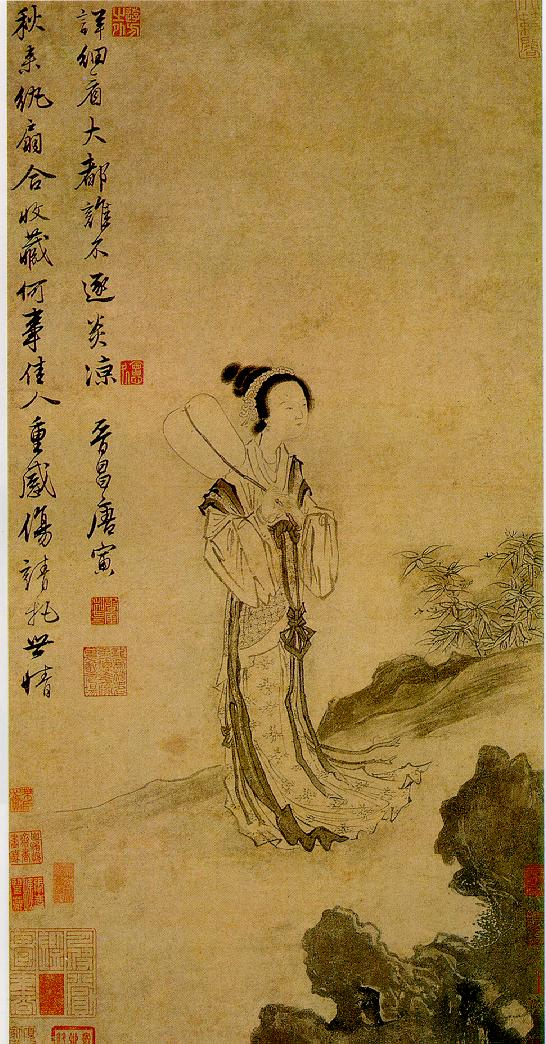
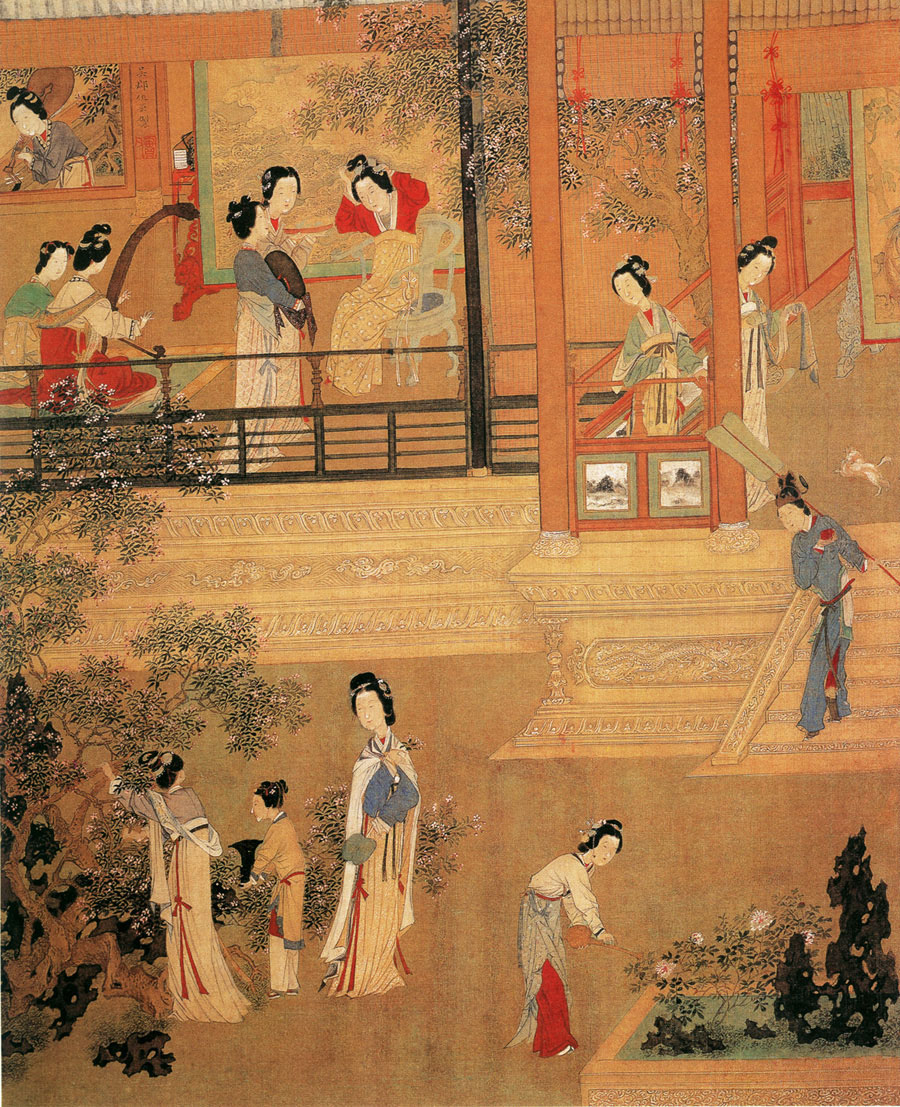
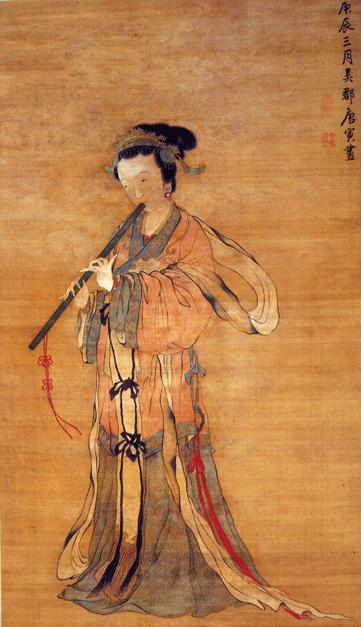

## Traductions
- Cent poèmes d'amour de la Chine ancienne, trad. André Lévy, Philippe Picquier, 1997 — Tang Yin, p. 120.
- Moines et nonnes dans l'océan des péchés. Compilation de Tang Bohu, le fou de Nangling, premier sur la liste du second degré (trad. du chinois par Huang San, Jean Blasse et Oreste Rosenthal; introduction par J. Blasse), Arles, Philippe Picquier, coll. « Picquier poche », 1999 (1re éd. 1992), 242 p. (ISBN 978-2-877-30428-3)

## Musées
- Boston (Fine Arts Mus.) :
  - Lettré assis sous un arbre et serviteur préparant le thé, rouleau en longueur signé.
- Chicago (Art Institute of Chicago) :
  - Boire du thé avec un fourneau en bambou sous un arbre wutong, signé et daté 1509, encre et couleurs légères, rouleau en longueur, poème de Zhu Yunming (1460-1526).
  - Pins sur une colline, rouleau en longueur signé et dédicacé à quelques amis, plusieurs colophons.

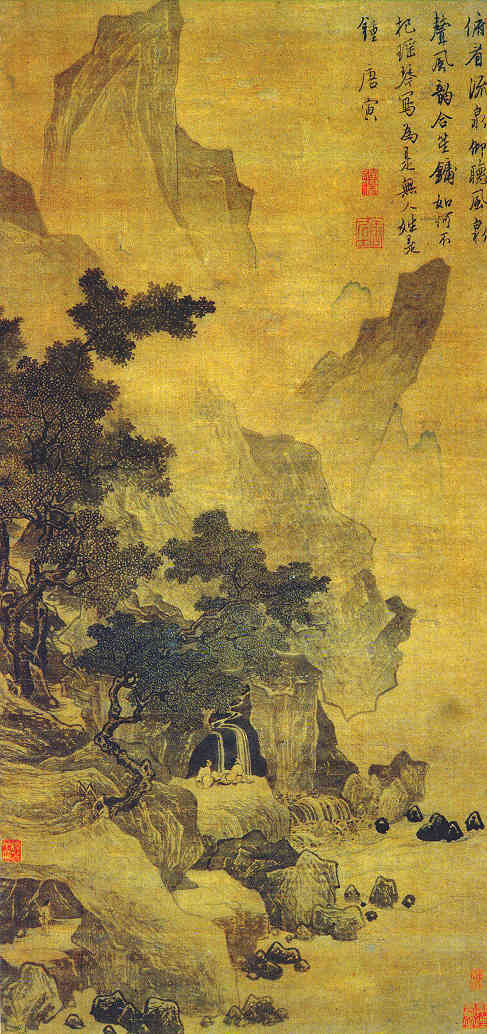

- Honolulu (Honolulu Museum of Art):
  - Homme méditant dans un pavillon couvert de chaume, signé.
- Indianapolis (Art Mus.) :
  - Paysage aux pics étranges et retraite de lettré isolé, encre et couleurs légères sur soie, colophon de l'artiste.
- New York (Métropolitan Mus.) :
  - Paysage de neige et deux hommes sur un pont, éventail signé.
  - Beauté dormant sur une feuille de bananier, rouleau en longueur, signé, poème de Wen Peng (1498-1573) et de Wen Chong.
- Pékin (Mus. Du Palais) :
  - Plantes grasses dans un pot et petit rocher, poème du peintre daté 1523, colophon de Wen Zhengming.
  - Deux courtisanes en costume Tang prenant des rafraîchissements, inscription du peintre datée 1523 couleur sur soie.
  - Homme pleurant entre deux arbres secoués par l'orage, encre sur papier, rouleau en longueur, poème du peintre.
  - Wang Gong voyageant en charrette dans la montagne, encre et couleurs légères, rouleau en longueur signé.
  - Vue du Dongshan, encre et couleurs légères sur papier, rouleau en longueur signé, inscription de l'artiste.
  - Montagne avec arbres et chaumières dans un bosquet de bambous sous la neige, encre sur papier poème du peintre.
- Shanghai :
  - Compagnons dans les monts printaniers, couleurs légères sur papier, rouleau en hauteur, poème du peintre.
  - Éventail de soie dans le vent de l'automne, encre sur papier, rouleau en hauteur.
  - Grenades, couleur sur papier, rouleau en hauteur.
  - Vieux arbres et bambous, encre sur soie.
- Stockholm (Nat. Mus.) :
  - Préparation du thé, signé et daté 1521, rouleau en longueur.

- Taipei (Nat. Palace Mus.) :

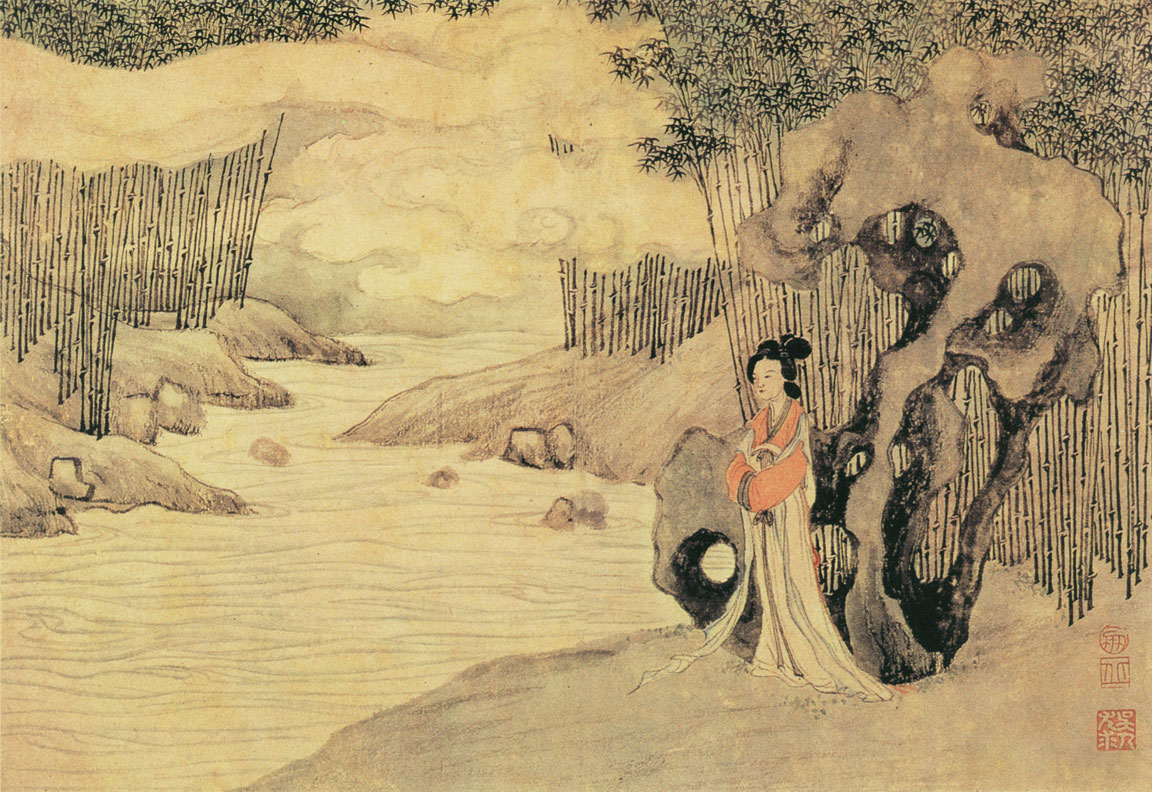

  - Pêcheurs sur une rivière automnale, inscription d'un ami de l'artiste datée 1523, encre et couleurs sur soie, rouleau en longueur.
  - Personnages dans le style Tang, encre et couleurs sur papier, rouleau en hauteur, inscription de l'artiste.
  - En écoutant les pins sur un sentier de montagne, encre et couleur sur soie, rouleau en hauteur.
  - La cueillette des graines de lotus, daté 1520, rouleau en longueur.
  - Parlant de l'ancien temps avec Xizhou, rouleau en hauteur.
  - Gaoshi tu (Les grands lettrés), rouleau en longueur, inscription de  Wen Zhengming.
  - Voyageurs dans un paysage d'hiver, encre et couleurs légères sur soie, rouleau en hauteur.
  - Village du Jiangnian, encre et couleurs légères sur papier, rouleau en hauteur.
  - Échange de souvenirs, encre sur papier, rouleau en hauteur.
  - Tao Gu composant un morceau lyrique, encre et couleurs sur soie, rouleau en hauteur.
  - Paysage avec personnages dans un pavillon sous un arbre, encre et couleur sur soie, rouleau en hauteur.
  - Album de dix feuilles d'études de paysages, signé.
  - Pêcheur dans les montagnes et les ruisseaux, couleurs sur soie, rouleau en longueur, poème du peintre, plusieurs inscriptions.
  - Adieu à Zheng Chuzhi à la porte Jincheng de Suzhou, encre sur soie, rouleau en longueur, inscription du peintre, colophon de Wang Zhideng et Zhou Tianqiu (1514-1595).
  - Dame Ban Zhao des Han debout sous deux palmiers, inscription de Zhu Yunming (1460-1526), Wen Zhengming et Wang Guxiang (1501-1568).
- Washington DC (Freer Gal.) :
  - Le rêve du lettré, rouleau en longueur, poème du peintre et six colophons.
  - Gorge de rivière, rouleau en longueur signé.